# Elecciones parlamentarias de Santo Tomé y Príncipe de 1991
Las elecciones parlamentarias de Santo Tomé y Príncipe se celebraron el 20 de enero de 1991. Fueron las primeras elecciones democráticas en la historia del país, después de un referéndum constitucional celebrado en agosto de 1990 que permitió la legalización de los partidos opositores al Movimiento para la Liberación de Santo Tomé y Príncipe / Partido Social Demócrata. El Partido Convergencia Democrática-Grupo de Reflexión obtuvo una amplia victoria con 33 de los 55 escaños, convirtiendo a Daniel Daio en Primer ministro. Las elecciones presidenciales se celebraron en marzo. La participación electoral fue del 77.1%.

## Antecedentes
Desde 1985, el régimen socialista de Manuel Pinto da Costa, que gobernaba con poderes casi absolutos desde la abolición del cargo de Primer ministro en 1979, estaba atravesando una profunda crisis económica, provocada por la caída del precio del cacao, principal producto de exportación del país, lo que desató huelgas generales. En 1988, se reintrodujo el cargo de Primer ministro para dividir nuevamente el poder ejecutivo, aunque el país seguía siendo un estado unipartidista dominado por el Movimiento para la Liberación de Santo Tomé y Príncipe (MLSTP). Con la caída del comunismo a finales de 1989, el régimen recibió cada vez más presiones para iniciar una transición pacífica a una democracia multipartidista. Una nueva constitución, que convertía al país en una democracia liberal con un Ejecutivo semipresidencial, fue aprobada en referéndum el 22 de agosto de 1990 con el 95% de los votos válidos.
Se formaron entonces distintos partidos políticos de diversas ideologías, fundamentalmente como escisiones del hasta entonces partido único. El más importante de estos fue el Partido Convergencia Democrática-Grupo de Reflexión (PCD-GR). Por su parte, el MLSTP agregó "Partido Social Demócrata" al final de su nombre (MLSTP-PSD) y renunció formalmente al marxismo-leninismo como ideología, compitiendo en las elecciones con una plataforma de socialismo democrático.

## Resultados
En última instancia, la mala situación económica del país contribuyó a la victoria del PCD-GR, que obtuvo mayoría absoluta con 33 de los 55 escaños. A pesar de su derrota, el MLSTP demostró que todavía conservaba una buena base electoral, obteniendo la segunda fuerza con 21 escaños. Fuera de estos dos partidos, la Coalición Democrática de la Oposición obtuvo un solo escaño.
| Partidos                                                                          | Votantes | %    | Escaños |
| --------------------------------------------------------------------------------- | -------- | ---- | ------- |
| Partido Convergencia Democrática-Grupo de Reflexión                               | 21.535   | 54.4 | 33      |
| Movimiento para la Liberación de Santo Tomé y Príncipe / Partido Social Demócrata | 12.090   | 30.5 | 21      |
| Coalición Democrática de la Oposición                                             | 2.071    | 5.0  | 1       |
| Frente Demócrata Cristiano                                                        | 598      | 1.5  | 0       |
| Votos en blanco/anulados                                                          | 3.171    | 8.6  | -       |
| Total                                                                             | 39.605   | 100  | 55      |
| Votantes registrados/participación                                                | 51.610   | 77.1 | -       |
| Fuente: Nohlen et al.                                                             |          |      |         |

## Consecuencias
Después de conocerse los resultados, el 7 de febrero, Daniel Daio, líder opositor, se convirtió en Primer ministro de Santo Tomé y Príncipe. Ante la derrota, el MLSTP-PSD decidió no presentar un candidato en las elecciones presidenciales venideras, y Manuel Pinto da Costa, Presidente incumbente, dimitió tras la victoria de Miguel Trovoada, finalizando la transición democrática de Santo Tomé y Príncipe.